# Лонсдейл, Джеймс (художник)
Джеймс Лонсдейл (англ. James Lonsdale; 16 мая 1777, Ланкастер — 17 января 1839, Лондон) — английский художник-портретист. При жизни был модным и востребованным художником. Выставил 128 портретов своего авторства на ежегодных выставках лондонской Королевской академии художеств в период с 1802 по 1838 год. Был одним из основателей Общества британских художников, существующего доныне. Потомками, однако, не был признан как великий портретист.

## Биография
Джеймс Лонсдейл родился в Ланкастере и начал свою карьеру сотрудником местной типографии. Параллельно он учился писать портреты под руководством ланкастерского архитектора Ричарда Трелфолла. Начинающий художник привлёк внимание влиятельного аристократа и мецената герцога Гамильтона. Меценат пригласил художника в своё поместье Эштон-холл, расположенное в окрестностях Ланкастера, где он мог проживать, занимаясь живописью. Заручившись поддержкой герцога, Лонсдейл затем перебрался в Лондон, где стал учеником известного портретиста Джорджа Ромни (1734—1802). Лонсдейл достаточно быстро сблизился с Ромни и даже сопровождал своего учителя в поездках за границу.
23 октября 1801 года Джеймс Лонсдейл поступил для продолжения обучения в Королевскую академию художеств, а уже в 1802 году на ежегодной выставке Академии была представлена первая из его работ.
Растущая практика и высокие покровители позволили Лонсдейлу в 1807 году приобрести студию умершего художника Джона Опи (1761—1807), расположенную в доме № 8 по Бернерс-стрит в лондонском районе Вестминстер. С тех пор Лонсдейл окончательно занял место одного из ведущих портретистов лондонской столицы. Ему позировали представители высшей аристократии и члены королевской семьи: уже упоминавшийся герцог Гамильтон, герцог Норфолкский, герцог Сассекский, маркиз Даунширский и другие.
В 1820 году Лонсдейл, по поручению лорда-мэра Лондона, создал портрет королевы Каролины, который был признан удачным, после чего Лонсдейл был назначен официальным портретистом королевы. Хотя абсолютное большинство работ Лонсдейла составляли портреты, он был автором и нескольких картин в других жанрах. Например, им была написана историческая картина, изображающая принятие Великой хартии вольностей королём Джоном (Иоанном) Безземельным. Картина была создана по заказу герцога Норфолкского и впоследствии воспроизведена на витраже в его замке Арундел.
В русской истории Лонсдейл известен тем, что создал портрет императора Николая I, с которого была сделана гравюра, экземпляр которой можно увидеть, например, в Государственном историческом музее в Москве.
Лонсдейл был женат на уроженке Ланкастера, урождённой мисс Торнтон. Семья была достаточно обеспеченной: один из сыновей художника, Джеймс Джон Лонсдейл, стал судьёй, а также переводил на английский оды Горация.
Хотя при жизни Лонсдейл достаточно успешно конкурировал с Томасом Лоуренсом, сегодня он считается, скорее, одним из художников его времени.
Интересной особенностью Лонсдейла-портретиста было то, что он весьма мало льстил своим моделям, что во многом отражало изменившиеся, по сравнению с XVIII столетием, представления о портрете, характерные для его времени.

## Галерея

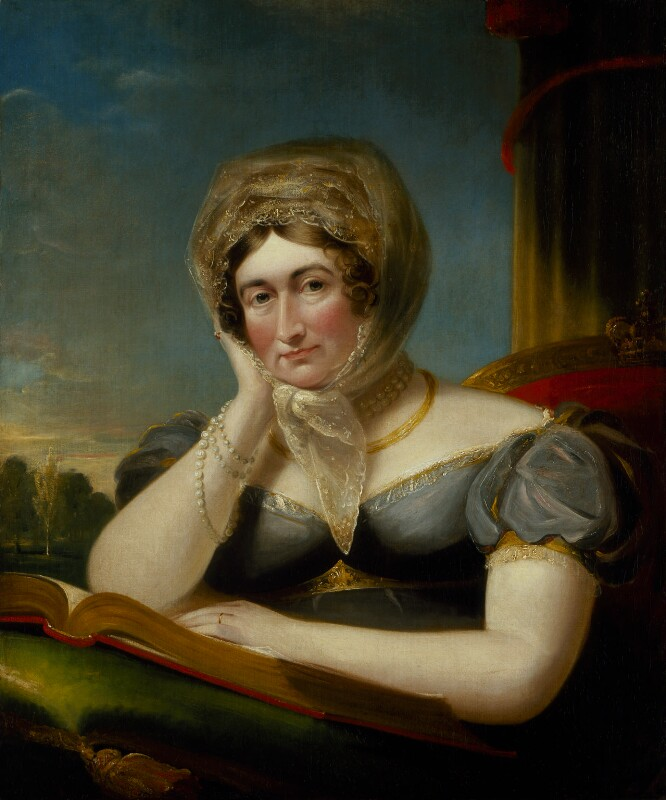
Королева Каролина, 1820. Национальная портретная галерея (Лондон).
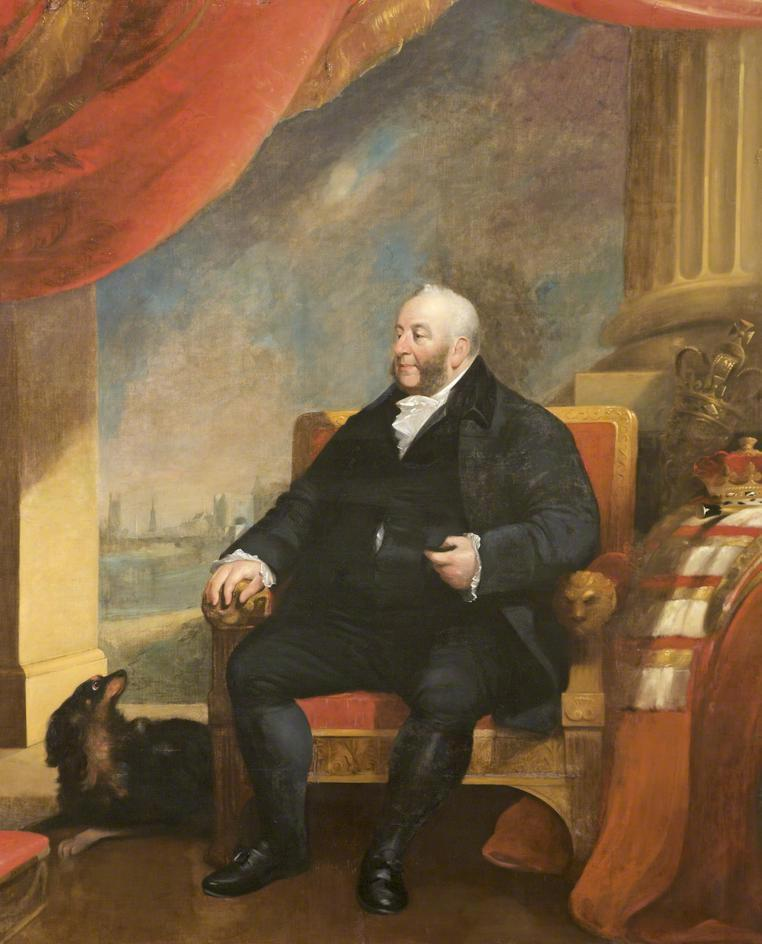
Сэр Чарльз Говард, 11-й герцог Норфолкский
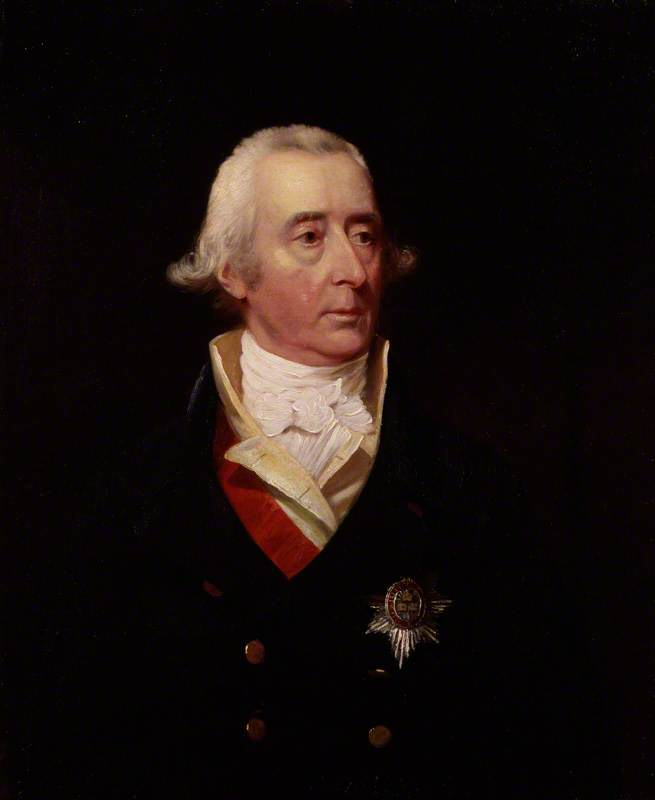
Политик сэр Филипп Фрэнсис. Национальная портретная галерея
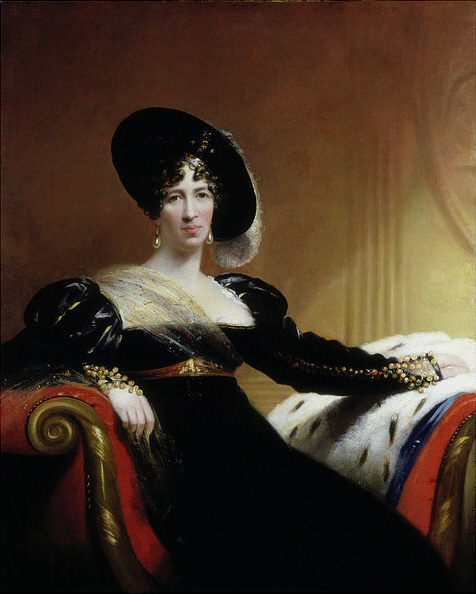
Леди Анна Гамильтон, дочь герцога. 1815. Музей Виктории и Альберта
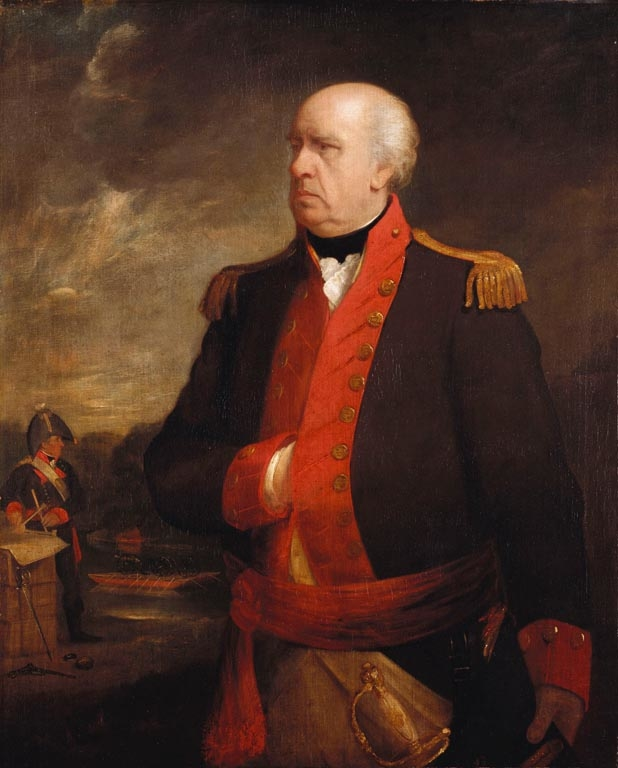
Сэр Уильям Конгрив-старший. Королевская коллекция
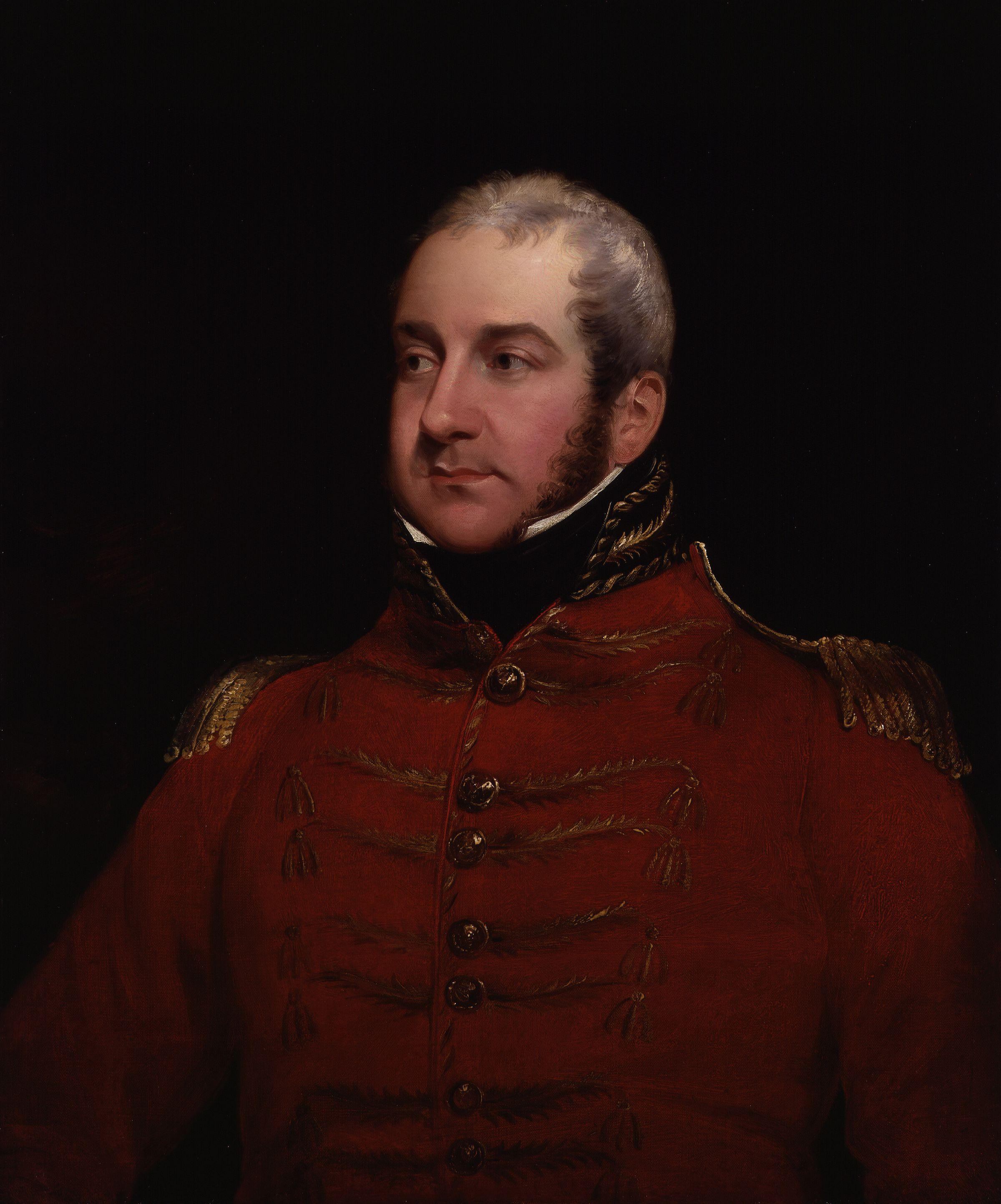
Сэр Уильям Конгрив-младший, изобретатель ракет Конгрива. Национальная портретная галерея
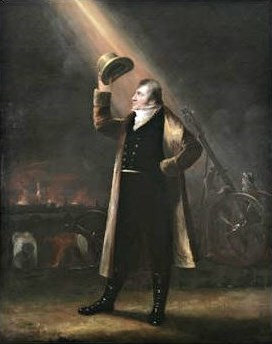
Сэр Уильям Конгрив-младший во время бомбардировки Копенгагена ракетами своего изобретения
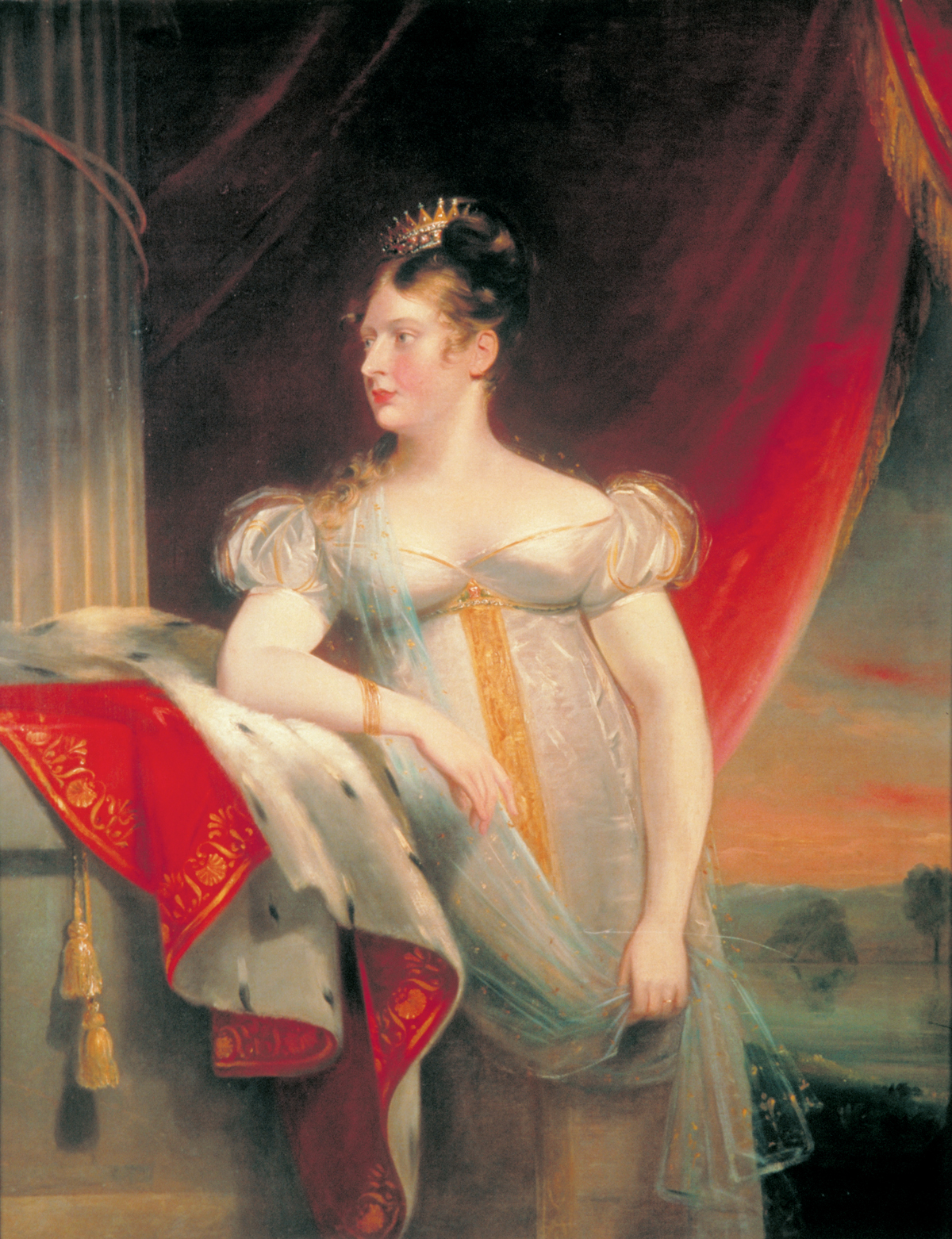
Принцесса Шарлотта Уэльская